# Skulpturenweg Seehaus-Pforzheim

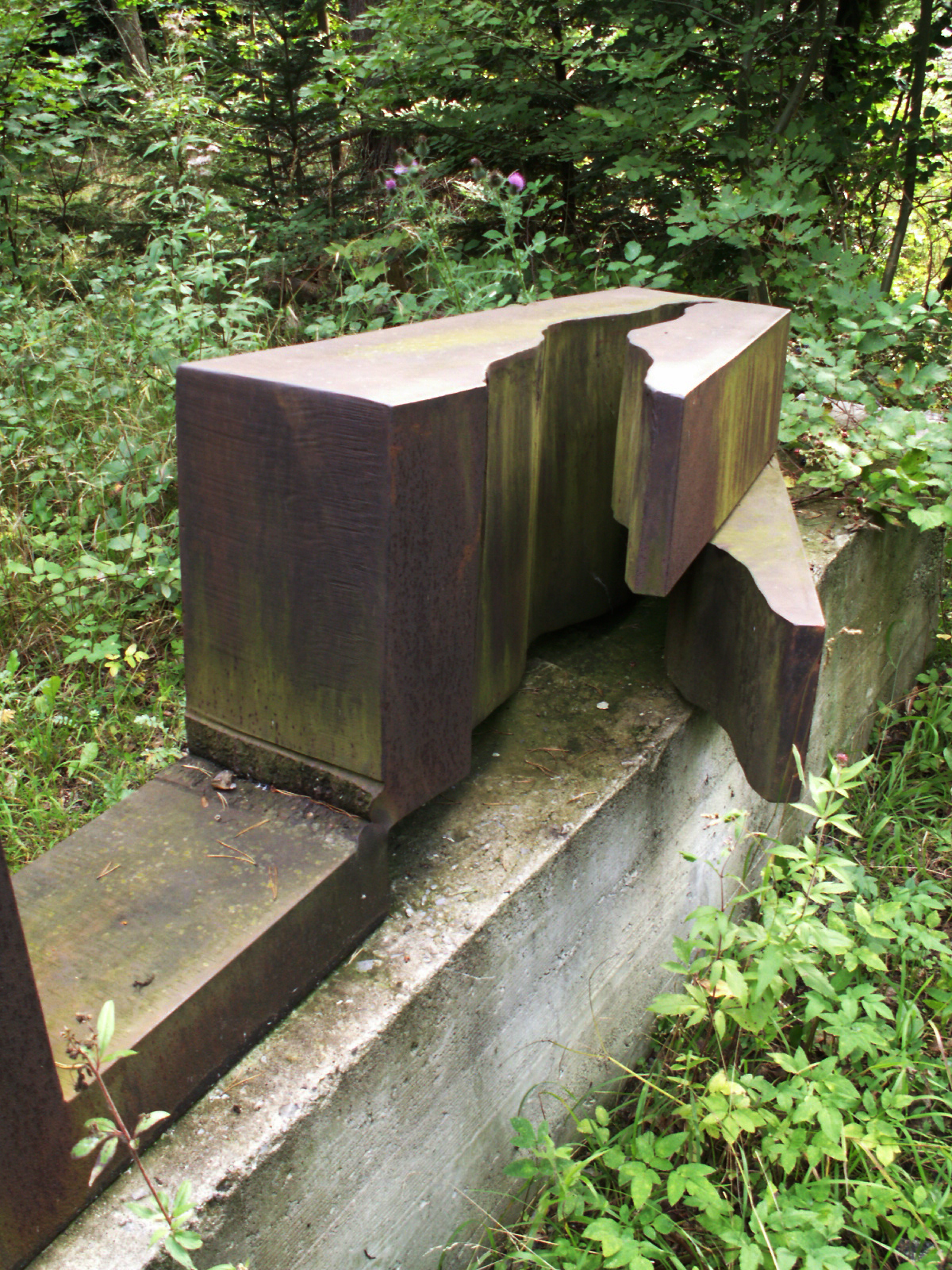
Landschaft (Detail) von Gert Riel

Der Skulpturenweg Seehaus-Pforzheim ist ein Skulpturenweg bei Pforzheim, Baden-Württemberg.

## Geschichte
Der Skulpturenweg entstand 2000 nach einer Aufstellung einer ersten Skulptur, die der Bildhauer Edgar Müller schuf. Der Weg, der als Naturpfad angelegt ist, ist vier Kilometer lang und beginnt am Seehaus. Die Skulpturen entstanden in einem Bildhauersymposion auf der Seehauswiese. Auf dem Skulpturenweg befinden sich derzeit 20 Skulpturen. Der Skulpturenweg am Seehaus wird von staatlichen, kommunalen und privaten Geldgebern gefördert.

## Sammlung
- Edgar Müller: Schuhtorso (2000)[3]
- Giorgio di Monte Lupo: Palast der Winde
- Josef Bücheler: Seewächter 2
- Hans Michael Franke: Steinraster
- Heiner Hepp: gemeiner Lichtwell
- Gert Riel: Stahlstele
- Armin Göhringer: Stele
- Heiner Hepp: Jägerlatein[4]
- Angela M. Flaig: Zeitzeugen
- Gert Riel: Landschaft
- Marlies Obier: In den Wald geschrieben
- Alf Setzer:  Halbsäule
- Sibylle Szukala: Traumtanz
- Franz Bulander: Fächer
- Gert Riel: Veränderung
- Enztalschnitzer: Comitatus Rumanus
- Stefan Faas: Stele Cortenstahl

## Fotogalerie

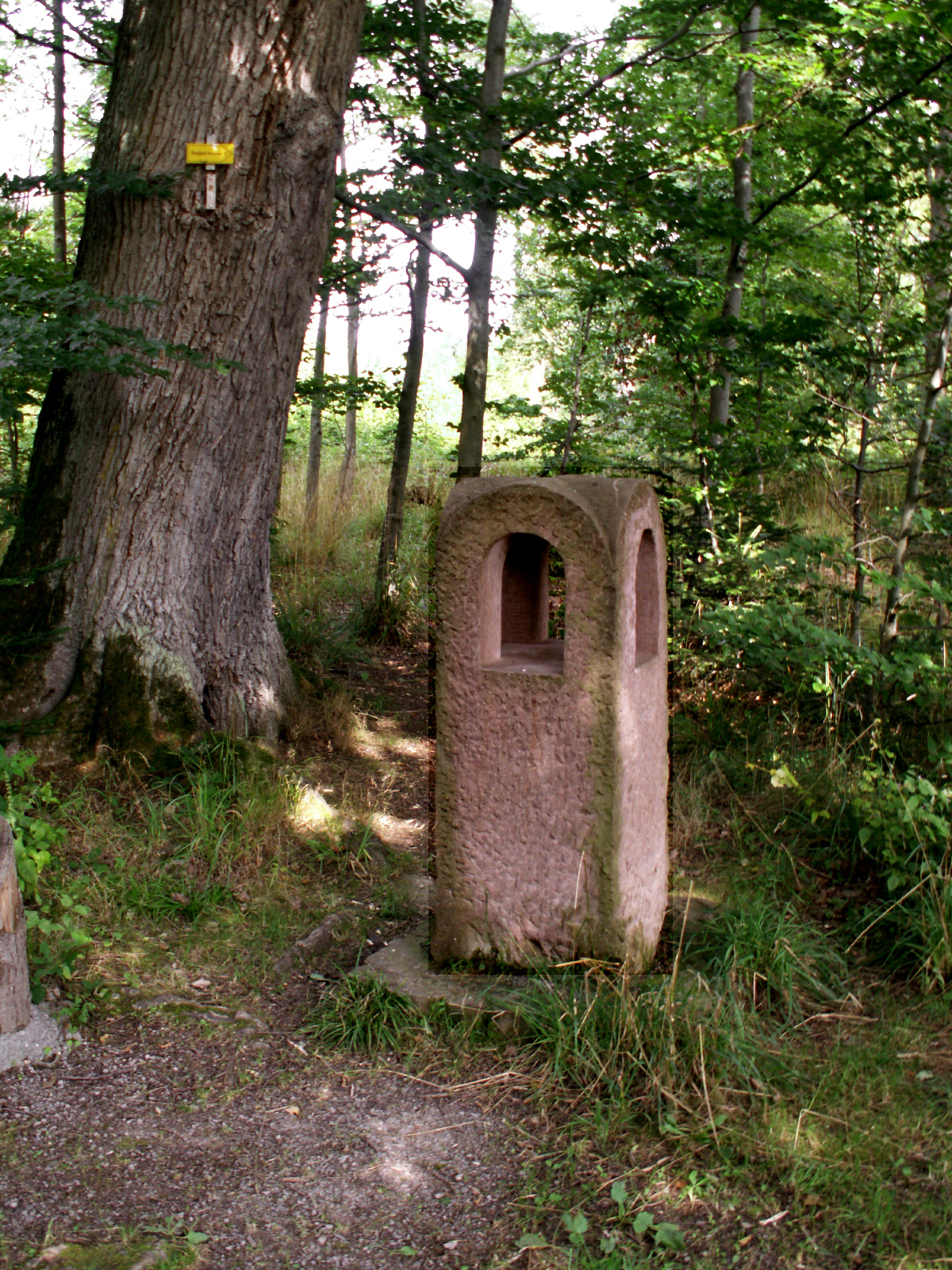
2: Palast der Winde
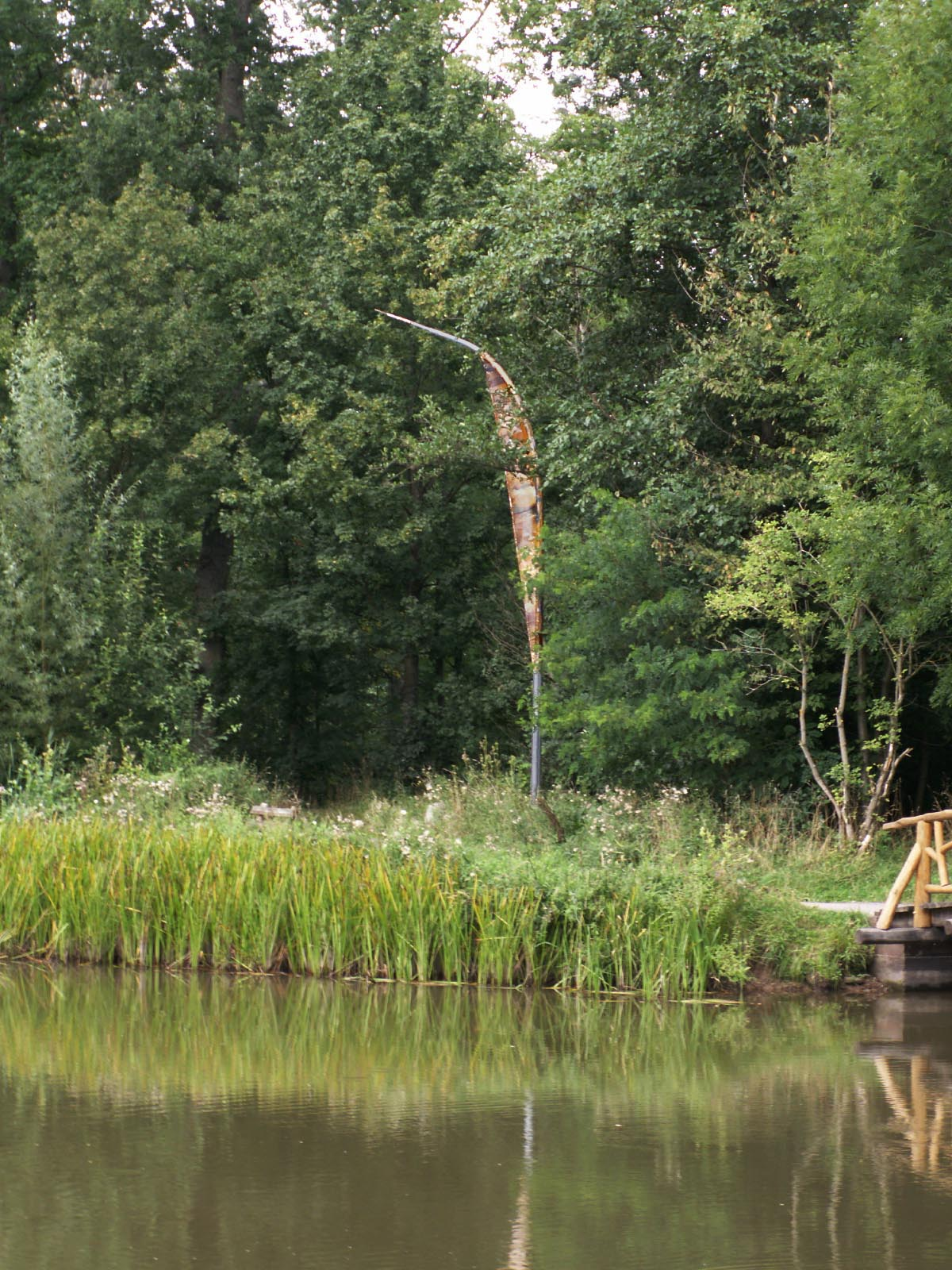
3: Seewächter 2
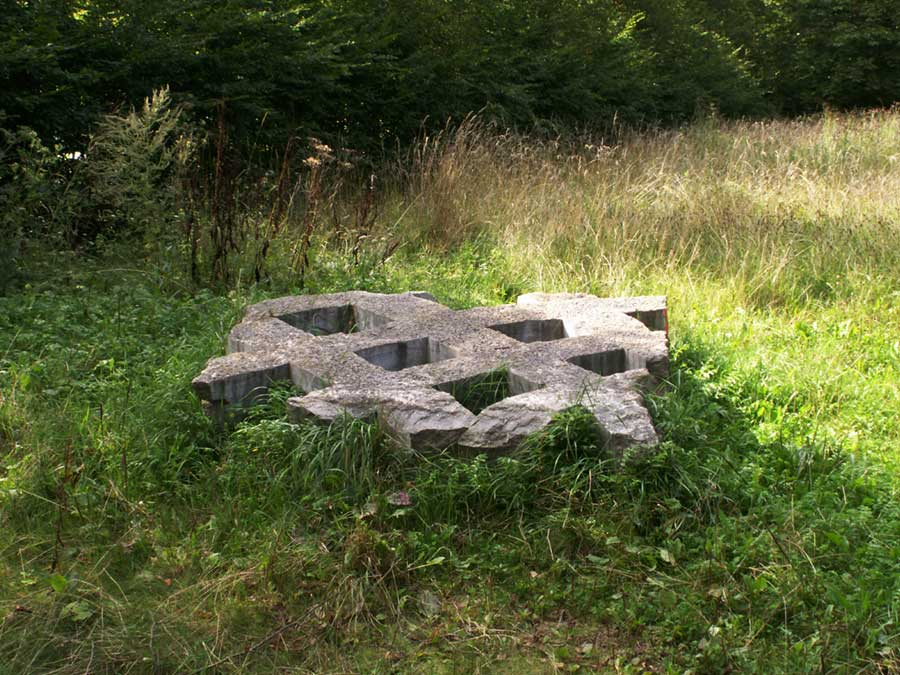
4: Steinraster
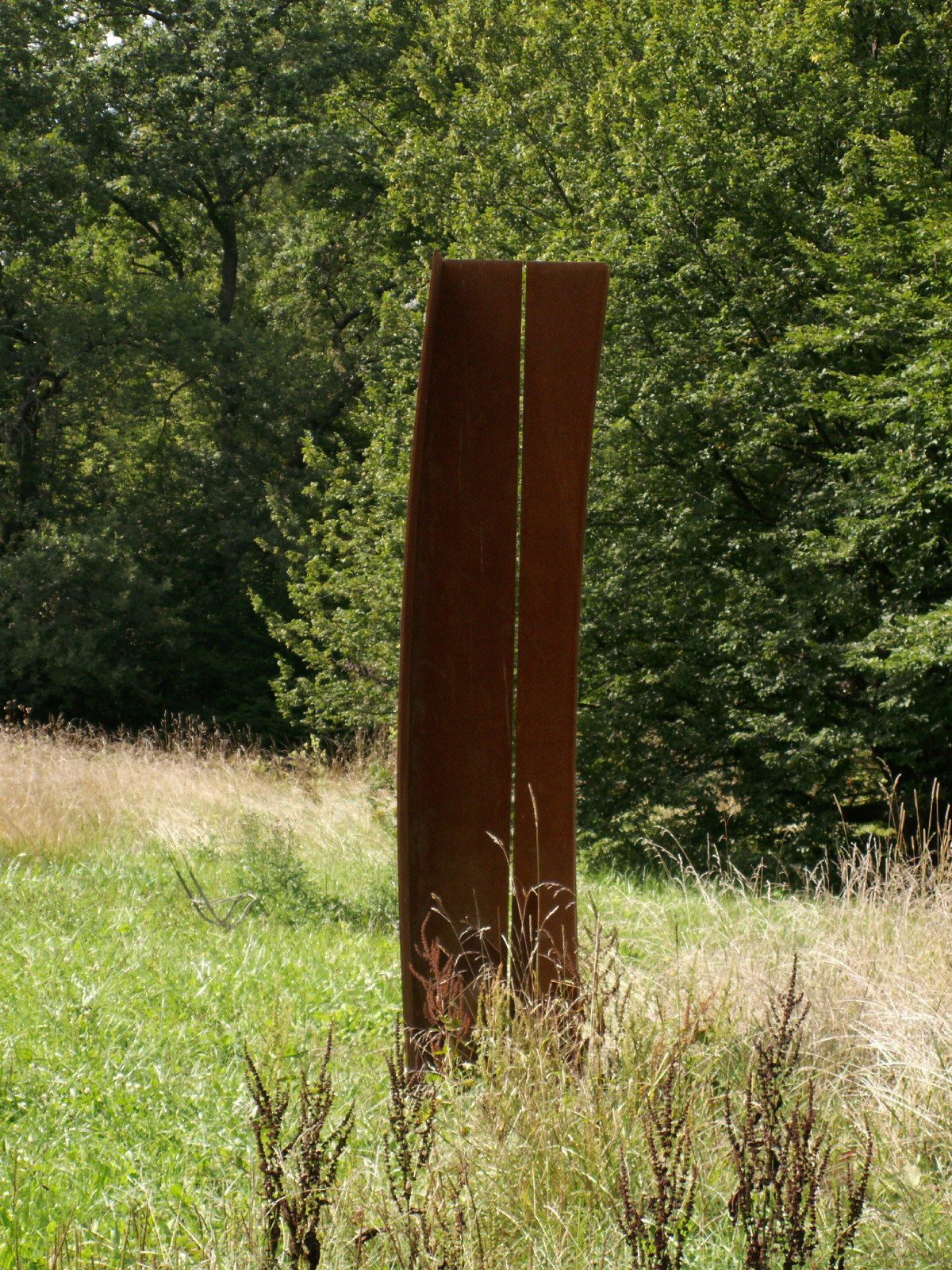
6: Stahlstele
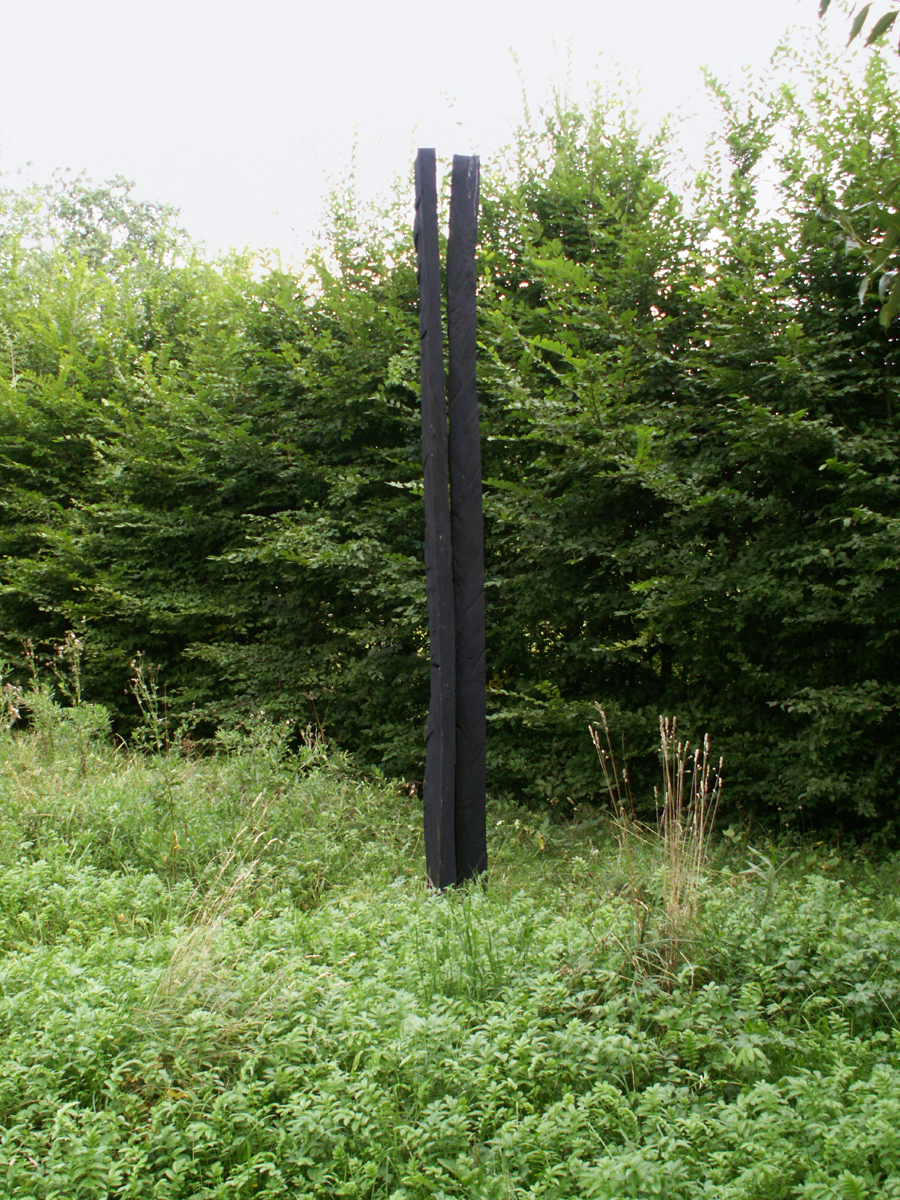
7: Stele
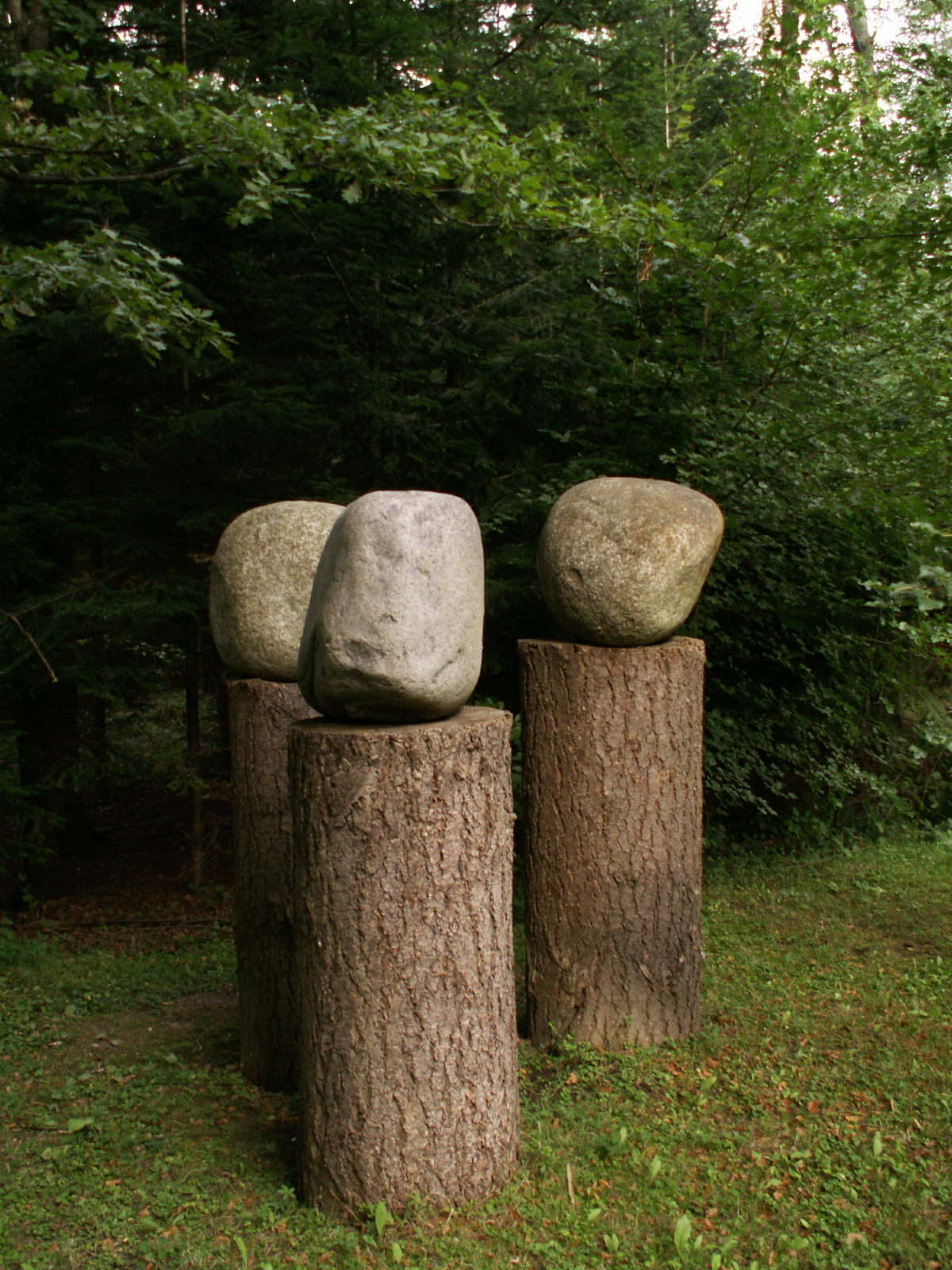
9: Zeitzeugen
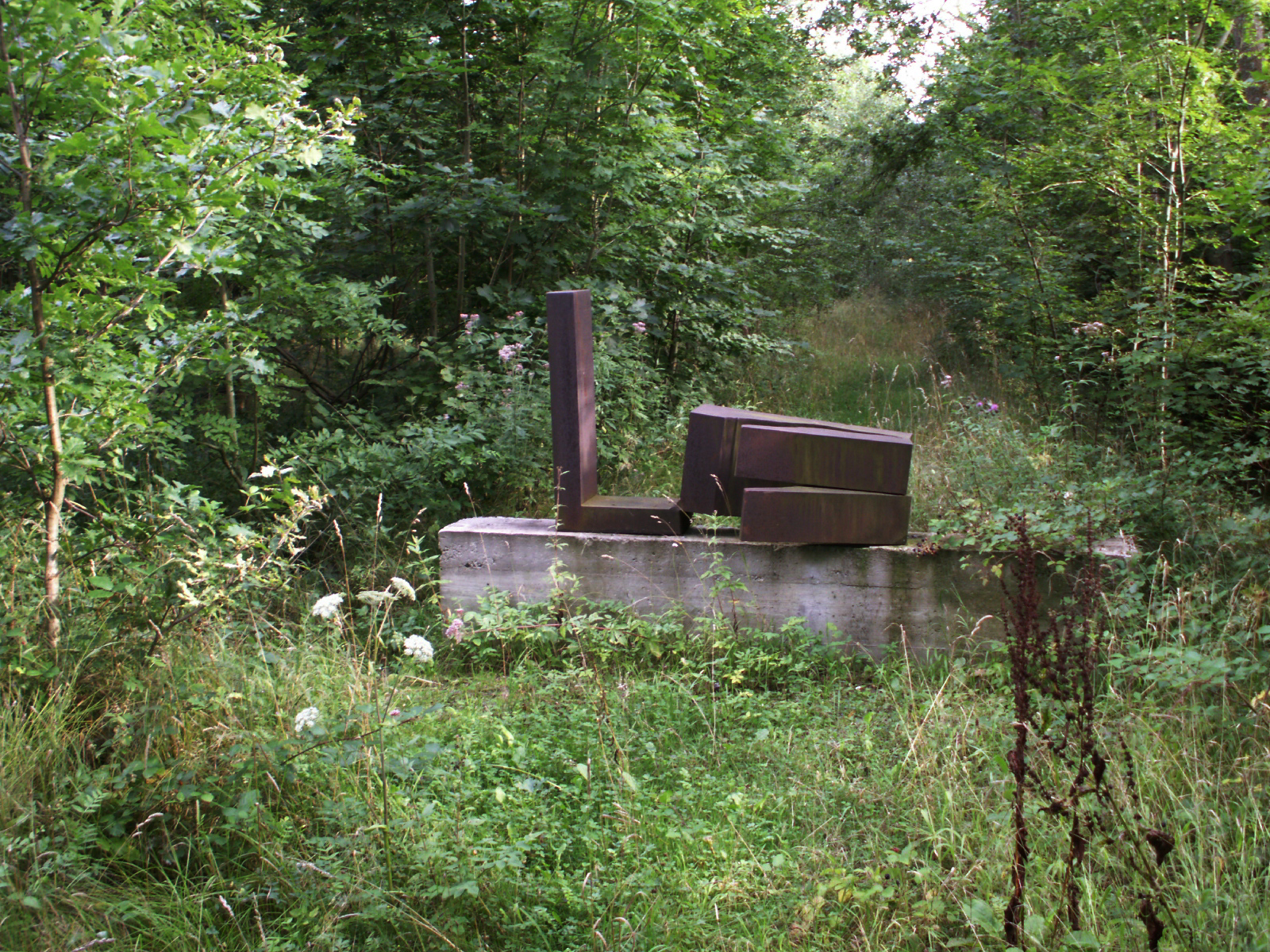
10: Landschaft
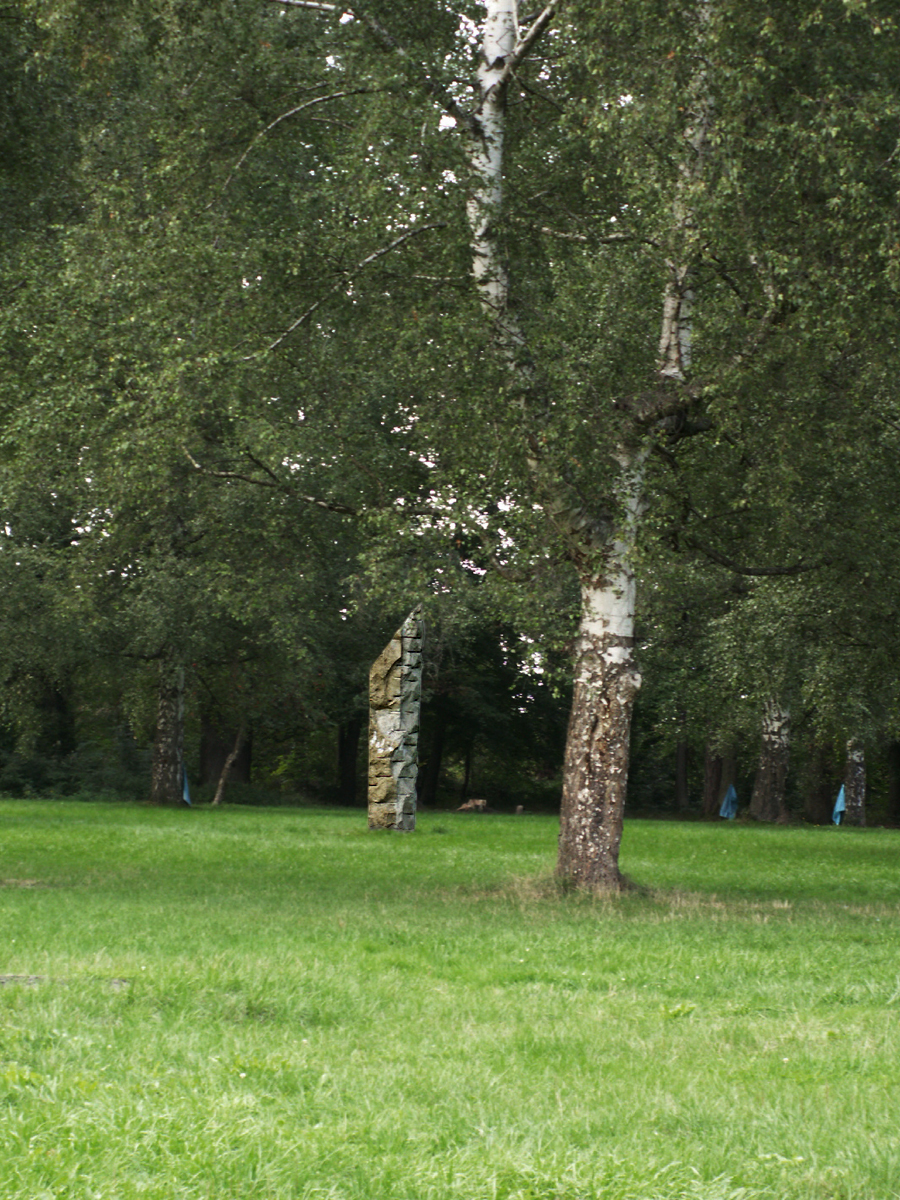
12: Halbsäule
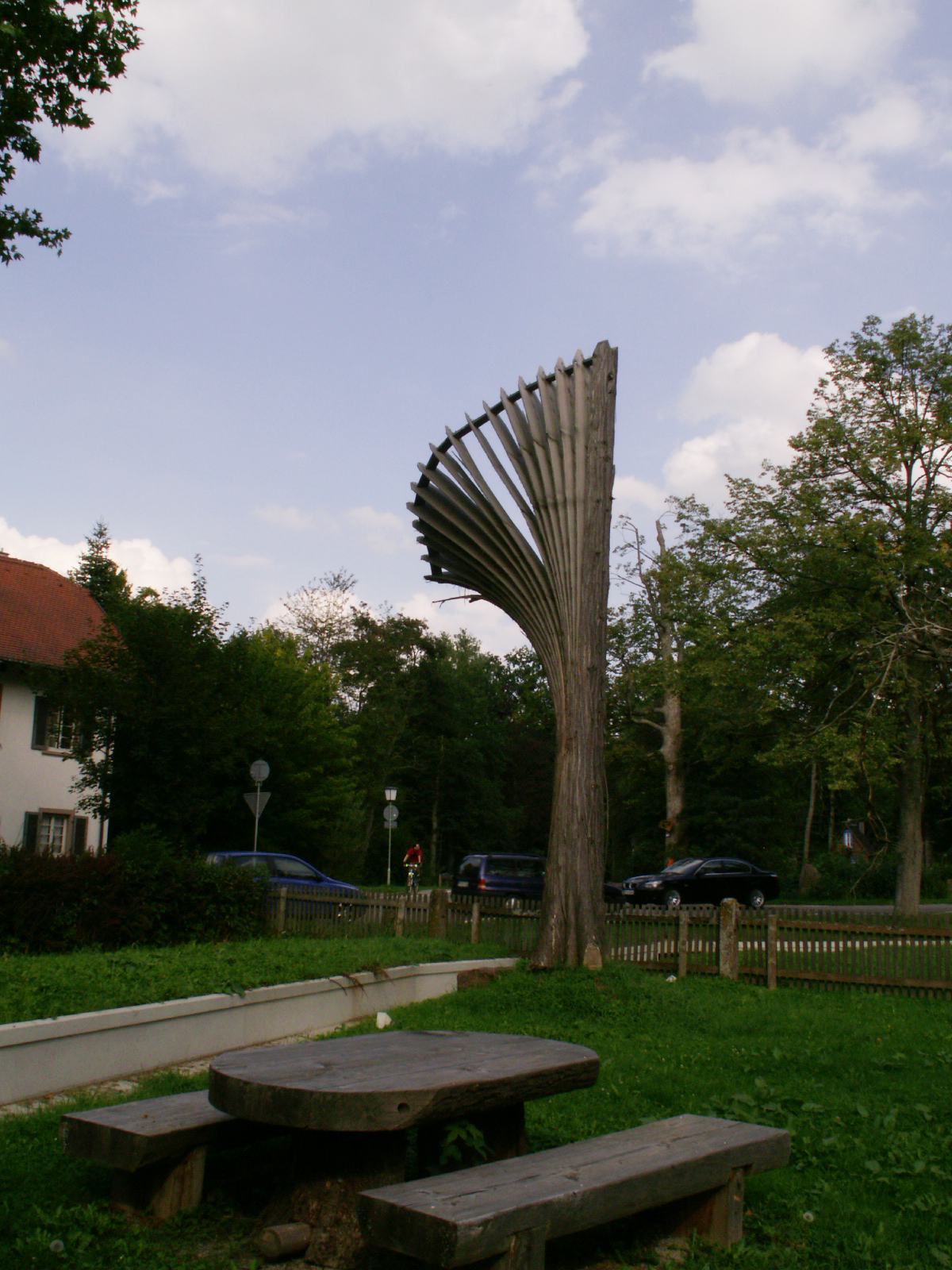
14: Fächer